# Oscarverleihung 1990
Übersicht aller ausgezeichneten Filme

◄◄ | ◄ | 1986 | 1987 | 1988 | 1989 | Oscarverleihung 1990 | 1991 | 1992 | 1993 | 1994 | ► | ►►

Weitere Ereignisse
Die Oscarverleihung 1990 fand am 26. März 1990 im Dorothy Chandler Pavilion in Los Angeles statt. Es waren die 62nd Annual Academy Awards. Im Jahr der Auszeichnung werden immer Filme des vergangenen Jahres ausgezeichnet, in diesem Fall also die Filme des Jahres 1989.
Mit Jessica Tandy gewann in der Kategorie Beste Hauptdarstellerin die bis 2012 (Oscar an Christopher Plummer) älteste Person, die je mit einem regulären Oscar ausgezeichnet wurde.

## Moderation
Billy Crystal führte zum ersten Mal als Moderator durch die Oscarverleihung. Die Präsentatoren der Kandidaten sind bei den jeweiligen Kategorien weiter unten aufgeführt.

## Gewinner und Nominierungen
| Film                                                  | N | A |
| ----------------------------------------------------- | - | - |
| Miss Daisy und ihr Chauffeur                          | 9 | 4 |
| Geboren am 4. Juli                                    | 8 | 2 |
| Glory                                                 | 5 | 3 |
| Mein linker Fuß                                       | 5 | 2 |
| Die Abenteuer des Baron Münchhausen                   | 4 | 0 |
| Abyss – Abgrund des Todes                             | 4 | 1 |
| Der Club der toten Dichter                            | 4 | 1 |
| Die fabelhaften Baker Boys                            | 4 | 0 |
| Arielle, die Meerjungfrau                             | 3 | 2 |
| Feinde – Die Geschichte einer Liebe                   | 3 | 0 |
| Feld der Träume                                       | 3 | 0 |
| Henry V.                                              | 3 | 1 |
| Indiana Jones und der letzte Kreuzzug                 | 3 | 1 |
| Verbrechen und andere Kleinigkeiten                   | 3 | 0 |
| Black Rain                                            | 2 | 0 |
| Camille Claudel                                       | 2 | 0 |
| Do the Right Thing                                    | 2 | 0 |
| Shirley Valentine – Auf Wiedersehen, mein lieber Mann | 2 | 0 |
| Eine Wahnsinnsfamilie                                 | 2 | 0 |

### Bester Film
präsentiert von Warren Beatty und Jack Nicholson
Miss Daisy und ihr Chauffeur (Driving Miss Daisy) – Lili Fini Zanuck, Richard D. Zanuck
Der Club der toten Dichter (Dead Poets Society) – Steven Haft, Tony Thomas, Paul Junger Witt
Feld der Träume (Field of Dreams) – Charles Gordon, Lawrence Gordon
Geboren am 4. Juli (Born on the Fourth of July) – A. Kitman Ho, Oliver Stone
Mein linker Fuß (My Left Foot) – Noel Pearson

### Beste Regie
präsentiert von Robert De Niro und Martin Scorsese
Oliver Stone – Geboren am 4. Juli (Born on the Fourth of July)
Woody Allen – Verbrechen und andere Kleinigkeiten (Crimes and Misdemeanors)
Kenneth Branagh – Henry V.
Jim Sheridan – Mein linker Fuß (My Left Foot)
Peter Weir – Der Club der toten Dichter (Dead Poets Society)

### Bester Hauptdarsteller
präsentiert von Jodie Foster
Daniel Day-Lewis – Mein linker Fuß (My Left Foot)
Kenneth Branagh – Henry V.
Tom Cruise – Geboren am 4. Juli (Born on the Fourth of July)
Morgan Freeman – Miss Daisy und ihr Chauffeur (Driving Miss Daisy)
Robin Williams – Der Club der toten Dichter (Dead Poets Society)

### Beste Hauptdarstellerin
präsentiert von Gregory Peck
Jessica Tandy – Miss Daisy und ihr Chauffeur (Driving Miss Daisy)
Isabelle Adjani – Camille Claudel
Pauline Collins – Shirley Valentine – Auf Wiedersehen, mein lieber Mann (Shirley Valentine)
Jessica Lange – Music Box – Die ganze Wahrheit (Music Box)
Michelle Pfeiffer – Die fabelhaften Baker Boys (The Fabulous Baker Boys)

### Bester Nebendarsteller
präsentiert von Geena Davis
Denzel Washington – Glory
Danny Aiello – Do the Right Thing
Dan Aykroyd – Miss Daisy und ihr Chauffeur (Driving Miss Daisy)
Marlon Brando – Weiße Zeit der Dürre (A Dry White Season)
Martin Landau – Verbrechen und andere Kleinigkeiten (Crimes and Misdemeanors)

### Beste Nebendarstellerin
präsentiert von Kevin Kline
Brenda Fricker – Mein linker Fuß (My Left Foot)
Anjelica Huston – Feinde – Die Geschichte einer Liebe (Enemies: A Love Story)
Lena Olin – Feinde – Die Geschichte einer Liebe (Enemies: A Love Story)
Julia Roberts – Magnolien aus Stahl (Steel Magnolias)
Dianne Wiest – Eine Wahnsinnsfamilie (Parenthood)

### Bestes Adaptiertes Drehbuch
präsentiert von Jane Fonda
Alfred Uhry – Miss Daisy und ihr Chauffeur (Driving Miss Daisy)
Shane Connaughton, Jim Sheridan – Mein linker Fuß (My Left Foot)
Ron Kovic, Oliver Stone – Geboren am 4. Juli (Born on the Fourth of July)
Paul Mazursky, Roger L. Simon – Feinde – Die Geschichte einer Liebe (Enemies: A Love Story)
Phil Alden Robinson – Feld der Träume (Field of Dreams)

### Bestes Original-Drehbuch
präsentiert von Jane Fonda
Tom Schulman – Der Club der toten Dichter (Dead Poets Society)
Woody Allen – Verbrechen und andere Kleinigkeiten (Crimes and Misdemeanors)
Nora Ephron – Harry und Sally (When Harry Met Sally...)
Spike Lee – Do the Right Thing
Steven Soderbergh – Sex, Lügen und Video (Sex, Lies, and Videotape)

### Beste Kamera
präsentiert von Melanie Griffith und Tom Hanks
Freddie Francis – Glory
Michael Ballhaus – Die fabelhaften Baker Boys (The Fabulous Baker Boys)
Mikael Salomon – Abyss – Abgrund des Todes (The Abyss)
Robert Richardson – Geboren am 4. Juli (Born on the Fourth of July)
Haskell Wexler – Blaze – Eine gefährliche Liebe (Blaze)

### Bestes Szenenbild
präsentiert von Glenn Close und Mel Gibson (via Satellit aus London)
Anton Furst, Peter Young – Batman
Leslie Dilley, Anne Kuljian – Abyss – Abgrund des Todes (The Abyss)
Dante Ferretti, Francesca Lo Schiavo – Die Abenteuer des Baron Münchhausen (The Adventures of Baron Munchausen)
Norman Garwood, Garrett Lewis – Glory
Bruno Rubeo, Crispian Sallis – Miss Daisy und ihr Chauffeur (Driving Miss Daisy)

### Bestes Kostüm-Design
präsentiert von Candice Bergen
Phyllis Dalton – Henry V.
Elizabeth McBride – Miss Daisy und ihr Chauffeur (Driving Miss Daisy)
Gabriella Pescucci – Die Abenteuer des Baron Münchhausen (The Adventures of Baron Munchausen)
Theodor Pištěk – Valmont
Joe I. Tompkins – Harlem Nights

### Bestes Make-up
präsentiert von Kenneth Branagh und Elizabeth McGovern
Lynn Barber, Kevin Haney, Manlio Rocchetti – Miss Daisy und ihr Chauffeur (Driving Miss Daisy)
Ken Diaz, Greg Nelson, Dick Smith – Dad
Fabrizio Sforza, Maggie Weston – Die Abenteuer des Baron Münchhausen (The Adventures of Baron Munchausen)

### Beste Filmmusik
präsentiert von Steve Martin
Alan Menken – Arielle, die Meerjungfrau (The Little Mermaid)
Dave Grusin – Die fabelhaften Baker Boys (The Fabulous Baker Boys)
James Horner – Feld der Träume (Field of Dreams)
John Williams – Geboren am 4. Juli (Born on the Fourth of July)
John Williams – Indiana Jones und der letzte Kreuzzug (Indiana Jones and the Last Crusade)

### Bester Song
präsentiert von Paula Abdul und Dudley Moore
„Under the Sea“ aus Arielle, die Meerjungfrau (The Little Mermaid) – Howard Ashman, Alan Menken
„After All“ aus Ein himmlischer Liebhaber (Chances Are) – Dean Pitchford, Tom Snow
„The Girl Who Used to Be Me“ aus Shirley Valentine – Auf Wiedersehen, mein lieber Mann (Shirley Valentine) – Alan Bergman, Marilyn Bergman, Marvin Hamlisch
„I Love to See You Smile“ aus Eine Wahnsinnsfamilie (Parenthood) – Randy Newman
„Kiss the Girl“ aus Arielle, die Meerjungfrau (The Little Mermaid) – Alan Menken, Howard Ashman

### Bester Schnitt
präsentiert von Morgan Freeman und Jessica Tandy
David Brenner, Joe Hutshing – Geboren am 4. Juli (Born on the Fourth of July)
Noëlle Boisson – Der Bär (L’Ours)
William Steinkamp – Die fabelhaften Baker Boys (The Fabulous Baker Boys)
Steven Rosenblum – Glory
Mark Warner – Miss Daisy und ihr Chauffeur (Driving Miss Daisy)

### Beste Tonmischung
präsentiert von Bryan Brown und Rachel Ward (via Satellit aus Sydney)
Donald O. Mitchell, Gregg Rudloff, Elliot Tyson, Russell Williams II – Glory
Don J. Bassman, Kevin F. Cleary, Lee Orloff, Richard Overton – Abyss – Abgrund des Todes (The Abyss)
Ben Burtt, Tony Dawe, Shawn Murphy, Gary Summers – Indiana Jones und der letzte Kreuzzug (Indiana Jones and the Last Crusade)
Tod A. Maitland, Michael Minkler, Wylie Stateman, Gregory H. Watkins – Geboren am 4. Juli (Born on the Fourth of July)
Donald O. Mitchell, Kevin O’Connell, Greg P. Russell, Keith A. Wester – Black Rain

### Bester Tonschnitt
präsentiert von Bryan Brown und Rachel Ward (via Satellit aus Sydney)
Ben Burtt, Richard Hymns – Indiana Jones und der letzte Kreuzzug (Indiana Jones and the Last Crusade)
Milton C. Burrow, William L. Manger – Black Rain
Robert G. Henderson, Alan Robert Murray – Lethal Weapon 2 – Brennpunkt L.A. (Lethal Weapon 2)

### Beste Visuelle Effekte
präsentiert von Dan Aykroyd und Chevy Chase
John Bruno, Dennis Muren, Dennis Skotak, Hoyt Yeatman – Abyss – Abgrund des Todes (The Abyss)
John Bell, Steve Gawley, Michael Lantieri, Ken Ralston – Zurück in die Zukunft II (Back to the Future Part II)
Richard Conway, Kent Houston – Die Abenteuer des Baron Münchhausen (The Adventures of Baron Munchausen)

### Bester Fremdsprachiger Film
präsentiert von Jack Lemmon und Natalya Negoda (via Satellit aus Moskau)
Cinema Paradiso (Nuovo cinema Paradiso), Italien – Giuseppe Tornatore
Camille Claudel, Frankreich – Bruno Nuytten
Don Santiagos späte Liebe (Lo que le pasó a Santiago), Puerto Rico – Jacobo Morales
Jesus von Montreal (Jésus de Montréal), Kanada – Denys Arcand
Tanzen mit Regitze (Dansen med Regitze), Dänemark – Kaspar Rostrup

### Bester Dokumentarfilm (Kurzfilm)
präsentiert von Norma Aleandro und Charlton Heston (via Satellit aus Buenos Aires)
The Johnstown Flood – Charles Guggenheim
Fine Food, Fine Pastries, Open 6 to 9 – David Petersen
Yad Vashem: Preserving the Past to Ensure the Future – Ray Errol Fox

### Bester Dokumentarfilm (Langform)
präsentiert von Norma Aleandro und Charlton Heston (via Satellit aus Buenos Aires)
Common Threads: Stories from the Quilt – Bill Couturié, Rob Epstein
Adam Clayton Powell – Richard Kilberg, Yvonne Smith
Crack USA: County Under Siege – Vince DiPersio, Bill Guttentag
For All Mankind – Ein großer Schritt für die Menschheit (For All Mankind) – Betsy Broyles Breier, Al Reinert
Super Chief: The Life and Legacy of Earl Warren – Bill Jersey, Judith Leonard

### Bester Kurzfilm (Animiert)
präsentiert von Bugs Bunny
Balance – Christoph Lauenstein, Wolfgang Lauenstein
The Hill Farm – Mark Baker
Die Kuh (Korowa) – Alexander Konstantinowitsch Petrow

### Bester Kurzfilm (Live Action)
präsentiert von John Candy und Rick Moranis
Work Experience – James Hendrie
Amazon Diary – Robert Nixon
The Child Eater – Jonathan Tammuz

## Ehren-Oscars

### Honorary Award
präsentiert von George Lucas und Steven Spielberg
- Akira Kurosawa

### Gordon E. Sawyer Award
präsentiert von Isabelle Huppert
- Pierre Angénieux

### Jean Hersholt Humanitarian Award
präsentiert von Walter Matthau
- Howard W. Koch